# Platyplectrus orientalis
Platyplectrus orientalis är en stekelart som beskrevs av Yefremova och Svetlana N. Myartseva 1993. Platyplectrus orientalis ingår i släktet Platyplectrus och familjen finglanssteklar.
Artens utbredningsområde är Turkmenistan. Inga underarter finns listade i Catalogue of Life.